# Курт Лібманн
Курт Лібманн (нім. Curt Liebmann; 29 січня 1881, Кобург — 2 липня 1960, Гольцмінден) — німецький воєначальник, генерал піхоти вермахту.

## Біографія

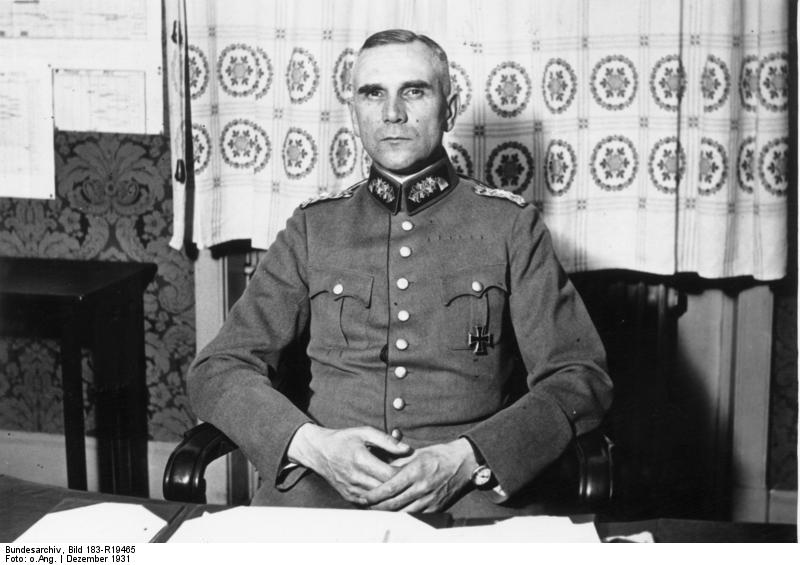
Генерал-лейтенант Лібманн (1931).

20 березня 1899 року вступив в Прусську армію. Учасник Першої світової війни. Після демобілізації армії залишений в рейхсвері. З 1 грудня 1931 по 1 серпня 1934 року — командувач 5-м військовим округом. 30 квітня 1939 року вийшов у відставку. 26 серпня 1939 року призваний на службу і призначений командувачем 5-ю армією. Учасник Польської кампанії. 4 листопада 1939 року відправлений в резерв фюрера і більше не отримав жодних призначень. В травні 1945 року взятий в полон британськими військами. В 1947 році звільнений. 

## Нагороди
- Залізний хрест 2-го і 1-го класу
- Орден Фрідріха (Вюртемберг), лицарський хрест 1-го класу з мечами
- Ганзейський Хрест (Гамбург)
- Орден дому Саксен-Ернестіне, лицарський хрест 1-го класу з мечами
- Хрест «За військові заслуги» (Австро-Угорщина) 3-го класу з військовою відзнакою
- Галліполійська зірка (Османська імперія)
- Королівський орден дому Гогенцоллернів, лицарський хрест з мечами
- Орден «За хоробрість» 4-го ступеня, 1-й клас (Третє Болгарське царство)
- Хрест «За вислугу років» (Пруссія)
- Почесний хрест ветерана війни з мечами
- Медаль «За вислугу років у Вермахті» 4-го, 3-го, 2-го і 1-го класу (25 років)